# Байни
Ба́йни (рос. Байны) — село у складі Богдановицького міського округу Свердловської області.
Населення — 2562 особи (2010, 2705 у 2002).
Національний склад станом на 2002 рік: росіяни — 91 %.